# Paya Laut
Paya Laut is een bestuurslaag in het regentschap Aceh Jaya van de provincie Atjeh, Indonesië. Paya Laut telt 185 inwoners (volkstelling 2010).